# La Fémis
La Fémis er en offentlig uddannelsesinstitution beliggende i Paris og den førende filmskole i Frankrig. FÉMIS er et akronym for Fondation Européenne pour les Métiers de l’Image et du Son.
Skolen har uddannet mere end 600 professionelle i film- eller tv-produktion.